# Gare de Gifu-Hashima
La gare de Gifu-Hashima (岐阜羽島駅, Gifu-Hashima-eki) est une gare ferroviaire japonaise de la ville de Hashima, dans la préfecture de Gifu. Elle est desservie par la ligne Shinkansen Tōkaidō de la JR Central.

## Situation ferroviaire
La gare de Gifu-Hashima est située au point kilométrique (PK) 367,1 de la ligne Shinkansen Tōkaidō.

## Historique
La gare de Gifu-Hashima a été inaugurée le 1er octobre 1964.

## Service des voyageurs

### Accueil
La gare dispose d'un bâtiment voyageurs, avec guichets, ouvert tous les jours.

### Desserte
- Ligne Shinkansen Tōkaidō :
  - voies 0 et 1 : direction Nagoya et Tokyo
  - voies 2 et 3 : direction Shin-Osaka

### Intermodalité
La gare de Shin-Hashima, terminus de la ligne Meitetsu Hashima, est située juste en face de la gare.